# Llista de Primers Ministres de la Colúmbia Britànica
Aquesta és la llista de primers ministres de la Colúmbia Britànica, Canadà, des que es va unir a la Confederació canadenca el 1871.
Els partits polítics no aparegueren fins al 1903. A més el partit liberal de BC és actualment una aliança de centredreta oposada a les esquerres.
|  | Nom                                 | Pren possessió | Deixa el càrrec | Partit               |
|  | ----------------------------------- | -------------- | --------------- | -------------------- |
|  | Gordon Muir Campbell                | 2001-06-05     | Present         | Liberal*             |
|  | Ujjal Dosanjh                       | 2000-02-24     | 2001-06-05      | NDP                  |
|  | Arthur Daniel Miller                | 1999-08-25     | 2000-02-24      | NDP                  |
|  | Glen David Clark                    | 1996-02-22     | 1999-08-25      | NDP                  |
|  | Michael Franklin Harcourt           | 1991-11-05     | 1996-02-22      | NDP                  |
|  | Rita Johnston                       | 1991-04-02     | 1991-11-05      | Social Credit        |
|  | William N.T.M. Vander Zalm          | 1986-08-06     | 1991-04-02      | Social Credit        |
|  | William Richards Bennett            | 1975-12-22     | 1986-08-06      | Social Credit        |
|  | David Barrett                       | 1972-09-15     | 1975-12-22      | NDP                  |
|  | William Andrew Cecil Bennett        | 1952-08-01     | 1972-09-15      | Social Credit        |
|  | Byron Ingemar Johnson               | 1947-12-29     | 1952-08-01      | Liberal-Conservative |
|  | John Hart                           | 1941-12-09     | 1947-12-29      | Liberal-Conservative |
|  | Thomas Dufferin Pattullo            | 1933-11-15     | 1941-12-09      | Liberal              |
|  | Simon Fraser Tolmie                 | 1928-08-21     | 1933-11-15      | Conservative         |
|  | John Duncan MacLean                 | 1927-08-20     | 1928-08-21      | Liberal              |
|  | John Oliver                         | 1918-03-06     | 1927-08-17      | Liberal              |
|  | Harlan Carey Brewster               | 1916-11-23     | 1918-03-01      | Liberal              |
|  | William John Bowser                 | 1915-12-15     | 1916-11-23      | Conservative         |
|  | Richard McBride                     | 1903-06-01     | 1915-12-15      | Conservative         |
|  | Edward Gawler Prior                 | 1902-11-21     | 1903-06-01      | Non-party            |
|  | James Dunsmuir                      | 1900-06-15     | 1902-11-21      | Non-party            |
|  | Joseph Martin                       | 1900-02-28     | 1900-06-15      | Non-party            |
|  | Charles Augustus Semlin             | 1898-08-15     | 1900-02-28      | Non-party            |
|  | John Herbert Turner                 | 1895-03-04     | 1898-08-15      | Non-party            |
|  | Theodore Davie                      | 1892-07-02     | 1895-03-04      | Non-party            |
|  | John Robson                         | 1889-08-02     | 1892-06-29      | Non-party            |
|  | Alexander Edmund Batson Davie       | 1887-03-29     | 1889-08-01      | Non-party            |
|  | William Smithe                      | 1883-01-29     | 1887-03-29      | Non-party            |
|  | Robert Beaven                       | 1882-06-13     | 1883-01-29      | Non-party            |
|  | George Anthony Walkem (second time) | 1878-06-25     | 1882-06-13      | Non-party            |
|  | Andrew Charles Elliott              | 1876-02-01     | 1878-06-25      | Non-party            |
|  | George Anthony Walkem               | 1874-02-11     | 1876-02-01      | Non-party            |
|  | Amor De Cosmos                      | 1872-12-23     | 1874-02-11      | Non-party            |
|  | John Foster McCreight               | 1871-11-13     | 1872-12-23      | Non-party            |